# روبرت راسيل (ممثل)
روبرت راسيل (بالإنجليزية: Robert Russell)‏ هو كاتب سيناريو وممثل أمريكي، (و. 1912  م).

## أعمال

### أفلام
- (1943) كلما زاد العدد زاد المرح
- (2005) هلاك[1]
- (2010) عيد حب حزين[2]

## وصلات خارجية
- روبرت راسيل على موقع IMDb (الإنجليزية)
- روبرت راسيل على موقع ألو سيني (الفرنسية)
- روبرت راسيل على موقع أول موفي (الإنجليزية)
- روبرت راسيل على موقع أول موفي (الإنجليزية)
- روبرت راسيل على موقع قاعدة بيانات الأفلام السويدية (السويدية)
- روبرت راسيل على موقع قاعدة بيانات الفيلم (الإنجليزية)
- روبرت راسيل على موقع كينوبويسك (الروسية)